# Центнер
Це́нтнер, діал. сотна́р (нім. Zentner, від лат. centenarius — в якому сто одиниць) — позасистемна одиниця вимірювання маси, що дорівнює 100 кг (0,1 тонни).
Кириличне позначення — ц, країни з латинським алфавітом — q (від quintal). У деяких країнах під цим найменуванням застосовувалася одиниця, рівна 100 фунтам, тобто 45,36 кг. У систему англійських мір вона входила під найменуванням центал (cental).
Відома з кінця XV століття. Сфера застосування пов'язана з торгівлею металами. Мав різні вагові еквіваленти, поширені й на українських землях: варшавський цетнар — 160 фунтів, львівський — 126 фунтів. У XVII столітті існував і 100-фунтовий центнер. На західноукраїнських землях наприкінці XVIII — на початку XX століття використовували й віденський стандарт у 56 кг.